# 52e division d'infanterie (France)
Pour les articles homonymes, voir 52e division.
La 52e division d’infanterie est une division d’infanterie de l’armée de terre française qui a participé à la Première Guerre mondiale.

## Les chefs de la52edivisiond’infanterie
- 2 août 1914 : Général Coquet
- 6 septembre 1914 : Général Battesti tué au combat le 25 septembre 1914.
- 27 septembre 1914 : Général de Pelacot
- 25 octobre 1914 : Général Rouquerol
- 21 mai 1915 : Général de Montdésir
- 3 décembre 1915 – 24 février 1919 : Général Boyer
- 1939 - 1940 : Général Portzert
- 1940 : Général Échard

## Première Guerre mondiale

### Composition au cours de la guerre
- Infanterie :

245e régiment d’infanterie, 104e brigade d'infanterie, d’août 1914 à octobre 1917 (dissolution)
291e régiment d’infanterie, 103e brigade d'infanterie, d’août 1914 à juin 1916 (dissolution)
320e régiment d’infanterie, 104e brigade d'infanterie, d’août 1914 à novembre 1918
328e régiment d’infanterie d’octobre 1917 à novembre 1918
347e régiment d’infanterie, 103e brigade d'infanterie, d’août 1914 à juin 1916 (dissolution)
348e régiment d’infanterie, 103e brigade d'infanterie, d’août 1914 à mai 1918 (dissolution)
49e bataillon de chasseurs à pied, 104e brigade d'infanterie, d’août 1914 à juin 1916
58e bataillon de chasseurs à pied, 104e brigade d'infanterie, d’août 1914 à octobre 1915
10e régiment de tirailleurs de marche de décembre 1917 à novembre 1918
279e régiment d’infanterie territoriale de juillet 1917 à novembre 1918

### Historique
Mobilisée dans la 2e région militaire

#### 1914
- 9 – 13 août : Transport par VF dans la région de Mézières.
- 13 – 29 août : Garde des ponts de la Meuse, de Mézières à Givet, puis repli dans la direction de Sedan : 28 août, combats de Frénois et de Donchery (Bataille de la Meuse).
- 29 août – 6 septembre : Repli, par Givry et Pont-Faverger, vers la région de Connantray.
- 6 – 14 septembre : Engagée dans la 1re bataille de la Marne.

Du 6 au 10, bataille des Marais de Saint-Gond : combats vers Connantre le 7 septembre, Fère-Champenoise le 8 et Linthes le 9 septembre.
À partir du 10, poursuite, par Fère-Champenoise et Condé-sur-Marne, en direction de Reims.
- 14 septembre 1914 – 5 novembre 1915 : Secteur de l'Aisne.

Engagée dans la 1re bataille de l’Aisne :
Combats au nord de Reims, entre Cernay-lès-Reims et la Neuvillette, puis stabilisation du front et occupation d'un secteur vers Cernay-lès-Reims et Bétheny
24 au 30 septembre, combats à Cernay-lès-Reims et au  Linguet.
1er octobre, front étendu, à droite, jusque vers Saint-Léonard.
4 au 11 octobre, éléments engagés vers les Cavaliers de Courcy.
7 octobre, secteur déplacé, à gauche, entre les abords est de Reims et la Neuvillette.
13 et 14 octobre, combats vers Brimont.
7 janvier 1915, attaque française sur le Linguet.
10 juin, front étendu, à droite, jusque vers Saint-Léonard.
19 et 20 octobre, attaque allemande par gaz.

#### 1915
- 5 novembre 1915 – 27 février 1916 : Mouvement de rocade et occupation d'un nouveau secteur, vers la ferme des Marquises et le nord-est de Saint-Léonard.

#### 1916
- 27 février – 20 mars : Retrait du front ; repos dans la région de Verzy.
- 20 mars – 26 mai : Occupation d'un secteur entre le nord-est de Saint-Léonard et la Neuvillette, réduit à droite, le 10 avril, jusqu'aux abords est de Reims, et, à gauche, le 2 mai, jusque vers Bétheny.
- 26 mai – 1er juin : Retrait du front ; repos vers Damery.
- 1er – 4 juin : Transport par VF, d'Épernay, vers la région de Revigny.
- 4 – 15 juin : Transport par camions à Verdun.

Engagée, à partir du 5 juin, dans la bataille de Verdun, vers la ferme de Thiaumont et le bois de Vaux Chapitre : 8 juin, violente attaque allemande.
- 15 juin – 3 juillet : Retrait du front ; travaux dans la région de Verdun.

À partir du 25 juin, transport par camions dans la région de Tannois et repos, puis transport par VF dans celle de Gérardmer et repos.
- 3 juillet – 14 décembre : Occupation d'un secteur entre Leimbach et la vallée de la Lauch, étendu à gauche, le 20 juillet, jusque vers Metzeral.
- 14 – 27 décembre : Retrait du front, transport par VF dans la région de Villersexel ; repos et instruction.
- 27 décembre 1916 – 21 janvier 1917 : Mouvement vers le camp de Valdahon ; repos et instruction.

#### 1917
- 21 janvier – 29 juin : Transport par VF, de la région de Besançon, vers celle de Bussang, puis occupation d'un secteur entre Leimbach et Metzeral
- 29 juin – 17 juillet : Retrait du front ; transport par camions vers Montreux-Vieux ; repos.
- 17 juillet – 12 août : Occupation d'un secteur entre la frontière suisse et Fulleren.
- 12 août – 1er septembre : Retrait du front, puis instruction vers Bessoncourt.
- 1er – 11 septembre : Transport par VF, de Belfort, à Nançois-le-Petit et à Longeville ; repos vers Tannois.
- 11 – 28 septembre : Transport par camions vers le front et occupation d'un secteur entre le bois le Chaume et le bois des Fosses

engagements violents (2e bataille offensive de Verdun).
24 septembre : vers 5 h 30, les Allemands lancent une violente attaque, sur la zone Le Chaume. Le front fléchit mais ne rompt pas. Vers 8 h, les 245e et 320e RI contre-attaquent et reprennent le terrain perdu. Le positions sont confortées avec l’aide des 279e RIT et 380e régiment d’infanterie[réf. nécessaire].
De cette journée vient le surnom, donné par les allemands, de la 52e DI « Division des Tigres ».
- 28 septembre – 15 octobre : Retrait du front ; repos vers Tannois.
- 15 octobre 1917 – 15 janvier 1918 : Mouvement vers le front et occupation d'un secteur sur la rive gauche de la Meuse, vers les Paroches et Kœur-la-Grande.

Au début de janvier 1918, mouvement de rocade, en vue de l'occupation d'un nouveau secteur.

#### 1918
- 15 janvier – 8 mai : Occupation d'un secteur vers Maizey et la tranchée de Calonne.
- 8 – 17 mai : Retrait du front et mouvement par étapes vers la région de Verdun.
- 17 mai – 12 juillet : Occupation d'un secteur vers Beaumont et la cote 344, étendu à droite, le 3 juin, jusque vers la ferme des Chambrettes.
- 12 – 18 juillet : Retrait du front et mouvement vers Nixéville ; transport par camions dans la région de Revigny, puis celle de Valmy, de la Croix-en-Champagne et de Tilloy.
- 18 juillet – 8 août : Transport par camions dans la région de Châlons-sur-Marne, Condé-sur-Marne, puis dans celle de Mareuil-sur-Ourcq et de Lizy-sur-Ourcq.

À partir du 21 juillet, engagée dans la  2e bataille de la Marne : progression en combattant, par Brécy, le bois de la Tournelle et Villeneuve-sur-Fère, vers l'Ourcq. En 2e ligne à partir du 27 juillet.
- 8 – 21 août : Retrait du front et mouvement vers Neuilly-Saint-Front ; repos.
- 21 août – 23 septembre : Occupation d'un secteur vers Braine et Courcelles.

À partir du 4 septembre, engagée dans la poussée vers la position Hindenburg : franchissement de la Vesle ; puis organisation d'un secteur sur l’Aisne, vers Presles et Saint-Mard.
- 23 septembre – 5 novembre : Retrait du front et mouvement vers Fismes.

À partir du 26 septembre, occupation d'un nouveau secteur vers Merval et le sud-est de Glennes.
À partir du 1er octobre, engagée dans la bataille de Saint-Thierry et son exploitation : progression jusqu'à Maizy et Œuilly (canal de l'Aisne) ; le 10 octobre, franchissement de l'Aisne, en 2e ligne, et progression jusqu'à Sissonne.
À partir du 21 octobre, occupation d'un secteur vers La Selve et le camp de Sissonne : combats dans cette région (Bataille de la Serre).
- 5 - 11 novembre : Engagée dans la Poussée vers la Meuse : progression jusqu'à la région Revin, Laifour.

### Rattachements
Affectation organique :
- Isolée à la mobilisation
- Corps combiné Humbert : septembre 1914
- Isolée : octobre 1914
- 38e corps d’armée : juin 1915
- Isolée : juillet 1916

- 1re armée

5 – 14 janvier 1918
- 2e armée

1er juin – 2 juillet 1916
1er septembre 1917 – 4 janvier 1918
15 janvier – 13 juillet 1918
- 4e armée

16 – 28 août 1914
14 – 17 juillet 1918
- 5e armée

11 – 15 août 1914
7 octobre 1914 – 31 mai 1916
9 septembre – 11 novembre 1918
- 6e armée

18 juillet – 8 septembre 1918
- 7e armée

3 juillet 1916 – 31 août 1917
- 9e armée

5 septembre – 6 octobre 1914
- Sans rattachement

2 – 10 août 1914
- Détachement d'armée Foch

29 août – 4 septembre 1914

## La Seconde Guerre mondiale

### Composition
Le 10 mai 1940 la 52e DI, sous les ordres du général Échard « Cote 19800035/442/59198 », base Léonore, ministère français de la Culture, est rattachée au 20e corps d’armée qui est intégré à la 4e armée.
À cette date la 52e division d’infanterie se compose des :
- 291e régiment d'infanterie ;
- 348e régiment d'infanterie ;
- 41e demi-brigade de chasseurs à pied :
  - 88e bataillon de chasseurs à pied ;
  - 96e bataillon de chasseurs à pied ;
  - 110e bataillon de chasseurs à pied ;
- 17e régiment d’artillerie divisionnaire ;
- 217e régiment d’artillerie lourde divisionnaire ;
- et de tous les services (Sapeurs mineurs, télégraphique, compagnie auto de transport, groupe sanitaire divisionnaire, groupe d'exploitation, etc.).